# Comité international de la Quatrième Internationale
 (mars 2019).
Le Comité international de la Quatrième Internationale ou CIQI, (en anglais, International Committee of the Fourth International ou ICFI) a été créé en 1953 pour s'opposer à la trajectoire proposée par Michel Pablo et Ernest Mandel dans le Secrétariat unifié (SU). 

## Historique
Les principales sections étaient aux États-Unis (avec James P. Cannon puis David North), en Grande-Bretagne (avec Gerry Healy) et en France (avec Pierre Lambert).
En 1963, il y eut une réconciliation entre une partie du CIQI et le SU. Healy, Lambert et une partie du parti américain s'y sont opposés.
En 1971, un désaccord non résolu entre Lambert et Healy entraîna l'expulsion du premier.
En 1985, le parti traversa une crise liée aux liens de Healy avec des dictateurs arabes.
Le CIQI actuel est issu de ceux qui ont dénoncé cette dérive tout en refusant de s'allier avec d'autres forces « de gauche » après la débâcle.
Il y a actuellement (années 2000-2010) des sections (toutes appelées « Parti de l'égalité socialiste ») aux États-Unis, en Grande-Bretagne, en Allemagne, au Sri Lanka, en Australie, au Canada, et en France depuis 2016 ainsi que des groupes sympathisants en  Irlande (Socialist Equality Group), au Pakistan (Marxist Voice) et en Inde (Socialist Labour League in India).

## Organe de presse
Le CIQI est l'éditeur du World Socialist Web Site (WSWS).

## Organisations membres
- Allemagne : Parti de l'égalité socialiste (en), fondé en 1971 ;
- Australie : Parti de l'égalité socialiste (en), fondé en 1933 ;
- Canada : Parti de l'égalité socialiste ;
- États-Unis : Parti de l'égalité socialiste, fondé en 1966 ;
- France : Parti de l'égalité socialiste ; Parti de l'égalité socialiste (en)
- Royaume-Uni : Parti de l'égalité socialiste (en), fondé en 1986 ;
- Sri Lanka : Parti de l'égalité socialiste (en), fondé en 1968.